# Elizabeth Armstrong
Elizabeth Armstrong (Ann Arbor, 31 gennaio 1983) è una pallanuotista statunitense, vincitrice di una medaglia d'argento ai giochi olimpici di Pechino 2008. Nella stagione 2008/09 ha militato nella Varese Olona Nuoto, che ha lasciato per questioni familiari. Gioca nel ruolo di Portiere.

## Riconoscimenti
- Pallanuotista dell'anno FINA: 2010